# Condate flexus
Condate flexus är en fjärilsart som beskrevs av Moore 1882. Condate flexus ingår i släktet Condate och familjen nattflyn. Inga underarter finns listade i Catalogue of Life.